# Alexandre Jansen Da Silva
Alexandre Janssen Da Silva est un joueur belgo-brésilien de football, né le 16 janvier 1987 qui évolue actuellement au FC Ganshoren.
Il a évolué au Club de Bruges et au Standard de Liège. Il est le frère d'Alandson Da Silva.

## Carrière
- 2006-2008 : FC Bruges  Belgique
- 2008-2009 : Standard de Liège  Belgique
- 2009-2013 : AFC Tubize  Belgique
- 2013-2020: KSV Audenarde  Belgique[1]
- 2020- : RAEC Mons  Belgique

## Palmarès
- Champion de Belgique 2009 avec le Standard de Liège.
- Champion de Division 3 ACFF en 2023 avec le RAEC Mons